# Čiritež
Čiritež is een plaats in de gemeente Buzet in de Kroatische provincie Istrië. De plaats telt 76 inwoners (2001).